# جوایز هزاره ام‌تی‌وی ۲۰۱۷
پنجمین دوره جوایز سالانه هزاره ام‌تی‌وی در ۳ ژوئن ۲۰۱۷ در Palacio de los Deportes در مکزیکو سیتی برگزار شد و در ۴ ژوئن ۲۰۱۷ از طریق ام‌تی‌وی آمریکای لاتین پخش شد. این جوایز بهترین‌های موسیقی لاتین و دنیای دیجیتال نسل هزاره را جشن می‌گیرند. میزبان این مراسم له‌له پانز و خوانپا زوریتا بودند. جی بالوین و سباستیان یاترا با ۵ بار نامزدی را رهبری کردند، در حالی که لالی اسپوزیتو با دو جایزه بزرگترین برنده شب بود. بعلاوه، لیدی گاگا جایزه نماینده تغییر کمیساریای عالی سازمان ملل متحد برای پناهندگان را دریافت کرد.